# Jacques-Édouard Alexis
Jacques-Édouard Alexis (21 de setembro de 1947) é um político haitiano que atuou como primeiro-ministro do Haiti de 1999 a 2001, cargo no qual ocupou para o segundo mandato de 2006 a 2008, quando foi demitido devido à precipitação política de distúrbios alimentares.

## Biografia
Alexis estudou na escola Lycée Geffrard, em Gonaïves, de 1959 a 1964, e depois na escola Lycée Toussaint Louverture, em Porto Príncipe, de 1964 a 1966. Formou-se, em 1973, em engenharia agrícola pela Universidade do Estado do Haiti.
Após a formatura, Alexis realizou uma série de trabalhos na academia. Atuou como professor assistente de química na Universidade Estadual do Haiti de 1973 a 1976 e assistente de ensino e pesquisa na Universidade Laval, Quebec, Canadá, de 1977 a 1978, com mestrado em ciência e tecnologia de alimentos pela Universidade Laval em 1979. Depois foi professor de tecnologia de alimentos e tecnologia pós-colheita na Universidade Estadual do Haiti (1979-1987), professor de tecnologia pós-colheita e nutrição humana na Ecole Moyenne d'Agriculture (1979-1985) e decano de Faculdade de Agronomia e Medicina Veterinária da Universidade Estadual do Haiti (1985-1987). Entre 1987 e 1990, coordenou a fundação da Universidade Quisqueya, onde atuou como o primeiro reitor da faculdade de 1990 a 1995.
Atuando sob o governo do presidente René Préval, Alexis foi ministro da Educação Nacional, Juventude e Esporte (1996-1999), ministro da Cultura (1997-1999) e ministro do Interior e Comunidades Territoriais (1999-2000).

## Vida pessoal
Natural de Gonaïves, Alexis é casado e tem cinco filhos.